# Osowo Lęborskie
Osowo Lęborskie [ɔˈsɔvɔ lɛmˈbɔrskʲɛ] (kaschubisch Òsowò Lãbòrsczé; deutsch Wussow) ist ein Dorf in der Gmina Cewice in der polnischen Woiwodschaft Pommern. Es liegt 5 km nordöstlich von Cewice (Zewitz), 10 km südlich von Lębork (Lauenburg) und 56 km westlich von Danzig.
Bis 1945 bildete Wussow eine Landgemeinde im Landkreis Lauenburg i. Pom. in der preußischen Provinz Pommern. Zur Gemeinde gehörten auch die Wohnplätze Auf den Bergen, Bahnhof Wussow an der Bahnstrecke Lauenburg–Bütow, Mühle und Wilhelminenthal.